# Салашка река
Салашка река (Вещицка река) е река в Северозападна България, Видинска област, общини Белоградчик и Димово, десен приток на река Арчар. Дължината ѝ е 27 km.
Салашка река извира на около 700 m северозападно от връх Жребче (1373 m) в Светиниколска планина на 1180 m н.в. Тече в североизточна посока, като между селата Салаш и Граничак образува пролом. След това долината се разширява и при село Кладоруб се влива отдясно в река Арчар, на 161 m н.в.
Водосборният басейн на реката е 124 km2, което представлява 34% от водосборния басейн на река Арчар. Най-голям приток – Градска река (десен).
Средният многогодишен отток на реката при село Вещица е 0,7 m3/s.
По течението на реката има четири села: Община Белоградчик – селата Салаш, Граничак и Вещица; Община Димово – село Кладоруб.

## Притоци
От извора до устието
- Манастирска река
- Дреновски дол
- Дълбоки дол
- Градска река
- Бубински дол
- Чемеришки дол
- Омеров дол
- Стубленски дол
- Мъртвица
- Сливовишка река

## Топографска карта
- Лист от карта K-34-10. Мащаб: 1 : 100 000.
- Лист от карта K-34-22. Мащаб: 1 : 100 000.